# Paul von Bruns
Paul Eduard von Bruns (ur. 2 lipca 1846 w Tybindze, zm. 2 czerwca 1916 tamże) – niemiecki chirurg. Syn Victora von Brunsa (1812–1883) i zięć Karla Heinricha Weizsäckera (1822–1899).
W 1882 Bruns został dyrektorem kliniki chirurgicznej w Tybindze i profesorem na tamtejszym uniwersytecie. Pamiętany jest za prace na polu laryngologii, nad wolem i operacjami kończyn.
W 1885 założył czasopismo „Beiträge zur klinischen Chirurgie”, które redagował do śmierci w 1916. Razem z Ernstem von Bergmannem (1836–1907) i Janem Mikuliczem-Radeckim (1850–1905) wydał czterotomowy podręcznik chirurgii: Handbuch der Chirurgie.